# Neil Fingleton
Neil Fingleton (Durham, 18 dicembre 1980 – Durham, 25 febbraio 2017) è stato un cestista e attore britannico e fu anche l'uomo più alto del Regno Unito secondo il Guinness dei primati.

## Biografia
Ufficialmente misurato dal Guinness World Records scalzo, nel sistema anglosassone risulta alto 7 piedi e 7 pollici, che corrispondono a 232,6 centimetri. La lunghezza della parte interna delle gambe era di 53,9 pollici, che corrispondono a 1,37 metri, mentre di scarpe portava il numero 15 (misura americana) che corrisponde al 49,5 italiano.
Per la sua mole, unitamente al fatto di praticare lo sport della pallacanestro, fu calcolato un fabbisogno energetico medio giornaliero di 8.000 calorie. Un adulto di sesso maschile di statura standard (1,75 metri) e di considerevole muscolatura può necessitare di un fabbisogno medio indicativo di 3.500 calorie, sempre considerando la pratica di un'attività fisica agonistica costante. Talvolta, in caso di allenamenti intensivi e partite ravvicinate, il corpo di Neil richiedeva sino a 10.000 calorie.
È stato anche un attore, noto in particolare per aver recitato la parte del gigante Mag il Possente nella serie televisiva Il Trono di Spade. Gestiva inoltre un sito internet di vendita online di abbigliamento per giganti. È morto a causa di una crisi cardiaca, secondo un comunicato dei media inglesi.

## Filmografia

### Cinema
- X-Men - L'inizio (X-Men First Class), regia di Matthew Vaughn (2011)
- 47 Ronin, regia di Carl Rinsch (2013)
- Jupiter - Il destino dell'universo (Jupiter Ascending), regia di Lana e Lilly Wachowski (2015)

### Televisione
- Il Trono di Spade (Game of Thrones) – serie TV, 3 episodi (2014, 2017)
- Doctor Who – serie TV, episodio 9x04 (2015)

## Carriera
Fingleton vinse un campionato scolastico di basket negli USA e ha militato nel Ciudad Real club in Spagna.

## Palmarès
- McDonald's All-American Game (2000)